# Hermann Abendroth

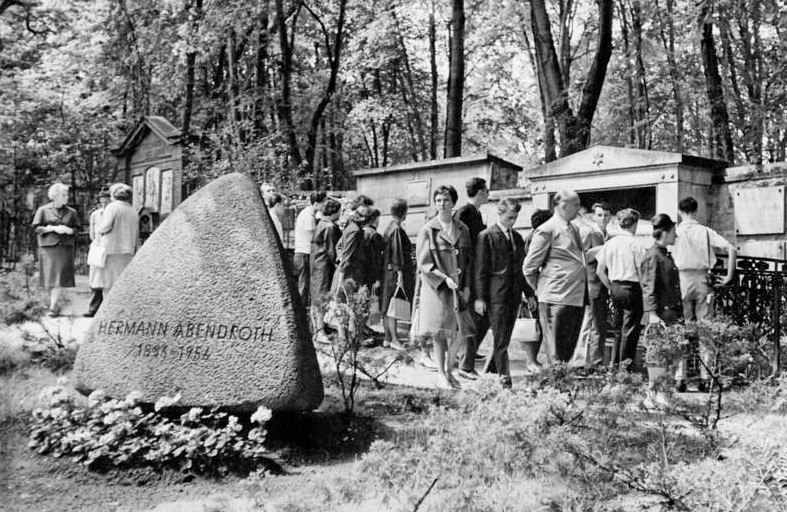
Mormântul lui Hermann Abendroth (1964)

Hermann Paul Maximilian Abendroth (n. 19 ianuarie 1883, Frankfurt am Main, Imperiul German – d. 29 mai 1956, Jena, RDG) a fost un dirijor și profesor universitar german. Se numără printre cei mai de seamă dirijori ai secolului 20-lea.
A ocupat funcția de director al Orchestrei Gewandhaus din Leipzig. A fost, de asemenea, directorul secției muzical a Radiodifuziunii din același oraș. A susținut concerte și în România.